# Stora Enso
Stora Enso – działający w sektorze biogospodarki dostawca materiałów odnawialnych w branży opakowań, biomateriałów, konstrukcji drewnianych i papiernictwa, a także jeden z największych prywatnych właścicieli lasów na świecie.
Stora Enso zatrudnia około 21 000 pracowników. Sprzedaż firmy w 2022 roku wyniosła 11,7 mld euro. Akcje firmy Stora Enso są notowane na giełdach Nasdaq Helsinki Oy (STEAV, STERV) oraz Nasdaq Stockholm AB (STE A, STE R). Dodatkowo akcje znajdują się w obrocie w USA jako amerykańskie kwity depozytowe (ADR) (SEOAY).

## Historia
Firma powstała w 1998 r. w wyniku połączenia fińskiego przedsiębiorstwa Enso Oyj i szwedzkiego przedsiębiorstwa Stora Kopparbergs Bergslags Aktiebolag (STORA).
Pierwsze zapisy o działalności firmy Stora pochodzą z 1288 roku i dotyczą kopalni miedzi w pobliżu szwedzkiej miejscowości Falun. Firma ta przekształciła się w Stora Kopparbergs Bergslag w 1862 roku i zajmowała się górnictwem, hutnictwem i przetwórstwem drewna. Drewno było wykorzystywane jako paliwo oraz do podgrzewania rudy miedzi w celu wytopienia z niej metalu. W latach 70. XX wieku Stora sprzedała przedsiębiorstwa z branży górniczej i hutniczej, by skupić się na leśnictwie oraz wytwarzaniu masy celulozowej i papieru.
Część firmy, Enso, pochodzi z 1872 roku, kiedy to w miejscowości Kotka w Finlandii Norweg Hans Gutzeit założył firmę W. Gutzeit & Co. Był to jeden z pierwszych tartaków parowych w Finlandii. W 1912 roku Gutzeit przejął firmę Enso träsliperi AB. Do końca lat 90. XX wieku, w następstwie szeregu fuzji i przejęć, Enso-Gutzeit stała się największą fińską firmą z branży leśnej. W 1996 roku wskutek fuzji z firmą Veitsiluoto spółka przyjęła nazwę Enso Oy.

## Działalność
Działalność firmy Stora Enso skupia się na materiałach odnawialnych, bazując na zasobach lasu i drzew. Rozwiązania firmy znajdują zastosowanie w wielu różnych branżach, jak sektor budowlany, handel detaliczny, żywność i napoje, produkcja, branża wydawnicza, przemysł farmaceutyczny, branża kosmetyczna, słodycze, higiena i tekstylia.
Działanie firmy wpisuje się w ideę gospodarki obiegu zamkniętego, a zrównoważony rozwój jest integralną częścią jej strategii biznesowej. Stora Enso Poland jest największą w Polsce firmą zajmującą się odzyskiem i recyklingiem odpadów w postaci opakowań z papieru i tektury, jak również odbiorem innych rodzajów makulatury oraz opakowań (w tym plastikowych). Hasłem firmy jest „Wierzymy, że wszystkie produkty, które dziś są wytwarzane z surowców kopalnych, jutro mogą być wytwarzane z drzew”.
W 2022 r. firma ogłosiła partnerstwo z TetraPak, które zakłada wprowadzenie linii do rozwłókniania kartonów na dużą skalę w zakładzie w Ostrołęce. Wraz z linią do recyklingu polimerów i aluminium, która zostanie zbudowana w pobliżu, zapewnią one efektywny i oddzielny odzysk wszystkich komponentów kartonów po płynnej żywności w Polsce.

### Zakłady Stora Enso w Polsce
W Polsce firma Stora Enso prowadzi działalność w 5 zakładach:

#### Stora Enso Ostrołęka
Zakład Ostrołęka w północno-wschodniej Polsce produkuje masę celulozową i makulaturową, papier, tekturę falistą i opakowania.
Produkcja papieru w Ostrołęce ma długą tradycję. 22 lipca 1959 roku rozpoczęła działalność Ostrołęcka Fabryka Celulozy i Papieru. W 1966 przedsiębiorstwo zmieniło nazwę na Ostrołęckie Zakłady Celulozowo-Papiernicze. Pod koniec lat 80. rozpoczęła proces prywatyzacji. Przekształcenia własnościowe odbywały się z udziałem szwedzkiego i amerykańskiego kapitału. W 2004 roku koncern papierniczy Stora Enso przejął oficjalnie zakład w Ostrołęce. W 2010 r. została uruchomiona własna elektrociepłownia, która dzięki synergii gospodarki odpadowej oraz paliwowej charakteryzuje się wysoką efektywnością. Wysokoefektywny wielopaliwowy kocioł fluidalny, zezwala na wykorzystanie odpadów zamiast deponowania ich na wysypiskach. Jednostka ta emituje do atmosfery mniej zanieczyszczeń niż przewidują standardy. Odpady są spalane razem z lokalną biomasą, biogazem oraz węglem i mogą być komponowane w dowolnych proporcjach. Kocioł współpracuje z turbozespołem upustowo-przeciwprężnym, wytwarzającym, na potrzeby produkcji, energię elektryczną w wysokosprawnej kogeneracji.
W 2013 r. w fabryce została uruchomiona nowa maszyna MP5 wytwarzająca papiery do produkcji tektury falistej wyłącznie z włókien wtórnych”. Nowa maszyna zwiększyła dwukrotnie możliwości produkcyjne zakładu oraz wprowadziła do oferty firmy nowy produkt. Niskogramaturowe papiery opakowaniowe z włókien odnawialnych produkowane przez MP5 odciążają środowisko z makulatury, a także obniżają koszty produkcji i transportu opakowań. MP5 jest jedną z najnowocześniejszych tego typu w Europie. Zastosowana technologia beztlenowego oczyszczania ścieków jest unikatowa, co w efekcie zmienia postrzeganie ścieków z produkcji przemysłowej. Oczyszczalnia staje się generatorem nośnika energii – biogazu, produkując go pięć razy więcej niż jej potrzeby własne, w zakresie zużycia energii elektrycznej.
Fabryka w Ostrołęce to największy zakład Stora Enso w Polsce. Do jej klientów należą producenci opakowań, właściciele marek, producenci papieru i tektury, wydawcy, sklepy detaliczne, drukarnie, przetwórcy oraz firmy z branży stolarskiej i budowlanej. Zakład w Ostrołęce działa w ramach dwóch dywizji koncernu – Packaging Materials oraz Packaging Solutions, produkując masę celulozową i makulaturową, papier, tekturę falistą i opakowania. Przedsiębiorstwo odpowiada za istotny procent krajowego recyklingu. Tylko w 2022 roku przerobiono na papier 601 000 ton makulatury, co stanowi ponad 13% polskiego recyklingu odpadów komunalnych (a jeśli wyłączyć z recyklingu kompostowanie odpadów biodegradowalnych to udział wzrasta do 20%).
Jednym z ekologicznych rozwiązań, które produkowane są w Ostrołęce, jest papierowa torba wysyłkowa ePaperBag, która wpisuje się w ideę zeroemisyjności dzięki wykorzystaniu materiałów ze źródeł odnawialnych, optymalizacji produkcji i postawieniu na kompensację emisji dwutlenku węgla.
Zakład zatrudnia obecnie blisko tysiąc osób. Dodatkowo, każdego dnia na jej terenie pracuje ponad 200 osób z Polski i Ukrainy, w ramach outsourcingu usług. Ponadto, ostrołęcki zakład na stałe współpracuje z blisko czterdziestoma podwykonawcami, zatrudniającymi łącznie około 700 osób pracujących na terenie fabryki każdego dnia. Istotną grupą współpracowników są podwykonawcy wykonujący usługi transportowe – na teren zakładu wjeżdża kilkaset samochodów ciężarowych dziennie – wiele przedsiębiorstw przewozowych pochodzi z Ostrołęki i okolic.

#### Stora Enso Mosina
Zakład w Mosinie wytwarza wysokiej jakości opakowania lito-laminowane z mikrofali oraz z tektury litej.

#### Stora Enso Murów
Zakład przetwórstwa drzewnego w Murowie mieści się w południowo-zachodniej Polsce, w województwie opolskim. Produkuje tarcicę i przetworzone drewno z sosny i świerka, pochodzących ze zrównoważonych źródeł.

#### Stora Enso Łódź
Zakład Łódź znajduje się w środkowej Polsce i wytwarza tekturę falistą oraz pudełka, oferując innowacyjne rozwiązania w dziedzinie opakowań.

#### Stora Enso Tychy
Zakład Tychy na południu Polski specjalizuje się w produkcji tektury falistej i opakowań z tektury.

## Zgodność ze standardami
Zakład posiada certyfikaty potwierdzające zgodność z międzynarodowo uznawanymi normami i standardami (w zależności od lokalizacji):
- ISO 45 001 – System Zarządzania Bezpieczeństwem i Higieną Pracy
- ISO 14 001 – System Zarządzania Środowiskowego
- ISO 9001 – System zarządzania Jakością
- ISO 22000 – Systemy Zarządzania Bezpieczeństwem Żywności – Wymagania dla wszystkich organizacji w łańcuchu żywnościowym
- ISO 50001 – Systemy Zarządzania Energią
- ISO 28000 – System Zarządzania Bezpieczeństwem Łańcucha Dostaw

## Działania społeczne i sponsoringowe
Od 1998 r. firma Stora Enso jest producentem tekturowych puszek kwestarskich na finały WOŚP. Tylko w 2023 r. wydrukowano 225 tys. puszek. Produkowane są one z surowców odnawialnych, wykorzystując tekturę na bazie papieru makulaturowego.
Stora Enso wspiera Światową Federację Narciarską (FIS) przy organizowanych przez nią wydarzeniach. W 2023 r. firma była sponsorem rzeczowym Mistrzostw Świata w Narciarstwie Klasycznym – Planica 2023. Dodatkowym celem działań jest promocja ekologicznych produktów tj. wykonanych z drewna podiów i materiałów konstrukcyjnych służące do budowy stadionów, kubki na napoje, tacki na żywność oraz wydrukowane w technologii 3D i wykonane z biokompozytów meble będące częścią wyposażenia.